# Harika Dronavalli
Harika Dronavalli (telugu: ద్రోణవల్లి హారిక)  (Guntur, 12 de gener de 1991) és una jugadora d'escacs índia que té el títol de Gran Mestre. Ha guanyat tres medalles de bronze al Campionat del Món d'escacs femení, els anys 2012, 2015 i 2017. Harika va ser guardonada amb el premi Arjuna de l'any 2007–08 pel govern de l'Índia.
L'any 2016, va guanyar el Gran Prix Femení de la FIDE a Chengdu, Xina, i va ascendir de l'11a posició al núm. 5 en el rànquing femení mundial de la FIDE. L'any 2019 va ser guardonada amb el Padma Shri per les seves contribucions al camp de l'esport.

## Biografia
Harika és filla de Ramesh i Swarna Dronavalli i va néixer el 12 de gener de 1991 a Guntur on va assistir a l'escola Sri Venkateswara Bala Kuteer. El seu pare treballa com a enginyer executiu adjunt en una subdivisió de Panchayat Raj a Mangalagiri. Va començar a jugar als escacs de molt jove i va guanyar una medalla al campionat nacional sub-9. Va seguir amb una medalla de plata al campionat mundial d'escacs juvenil per a noies sub-10. Posteriorment es va convertir en estudiant de l'entrenador NVS Ramaraju que va perfeccionar el seu joc. Es va convertir en la segona dona índia a convertir-se en Gran Mestre, després de Koneru Humpy. Vladimir Kramnik, Judit Polgar i Viswanathan Anand són les seves inspiracions en escacs.